# 納扎列市鎮

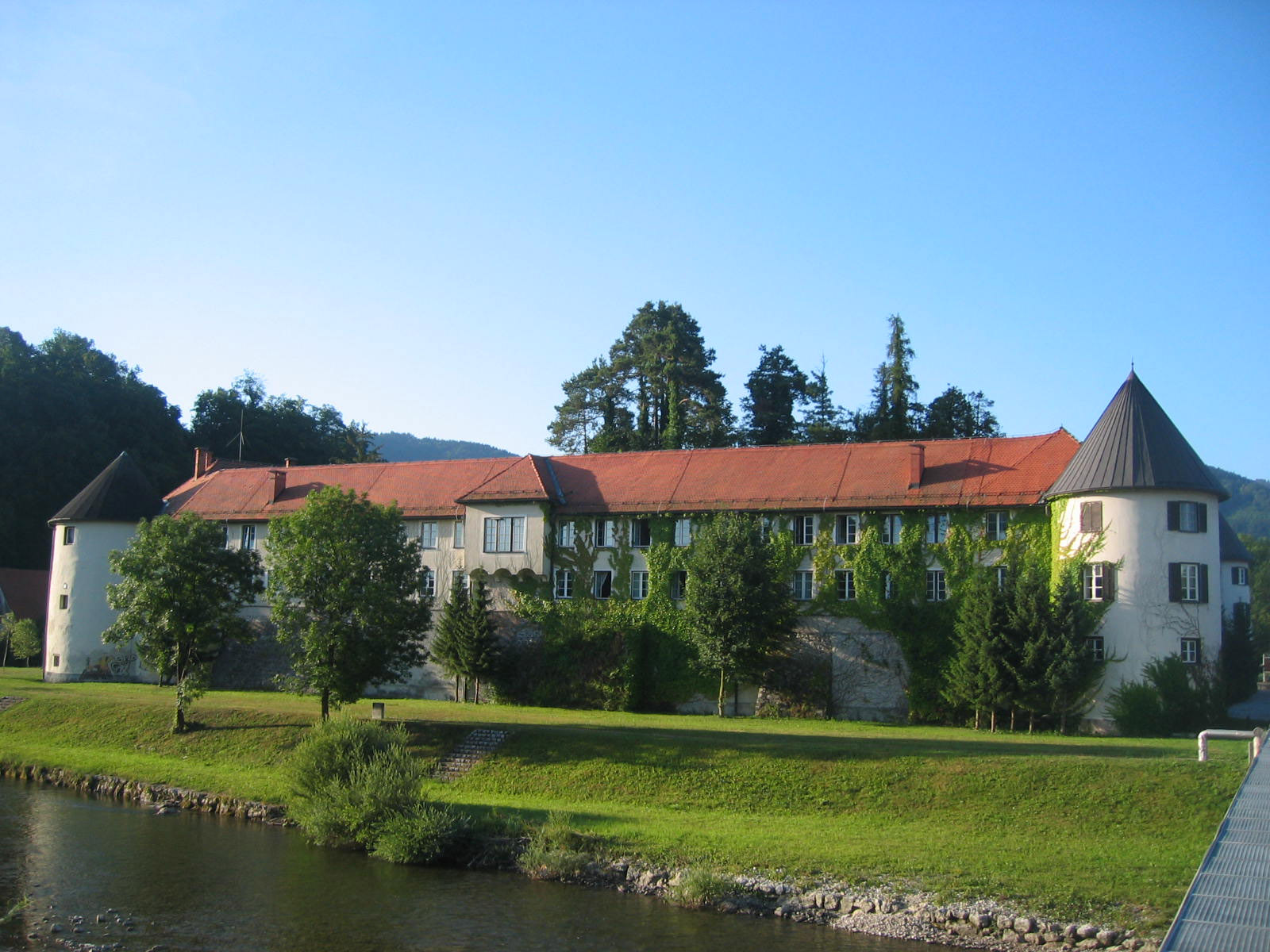

納扎列市鎮是斯洛文尼亞北部的一個市鎮，行政中心為納扎列。市镇面積为43.4平方公里，海拔高度386米，2010年人口数量为2,596人。其主要城鎮在第二次世界大戰期間被火災嚴重破壞。

## 外部連結
- 官方网站  （斯洛文尼亚文）
- Nazarje on Geopedia （页面存档备份，存于）